# 圣欧班德博讷瓦勒
圣欧班德博讷瓦勒（法語：Saint-Aubin-de-Bonneval，法語發音：[sɛ̃.t‿obɛ̃ də bɔnval] ⓘ）是法国奥恩省的一个市镇，属于阿让唐区。

## 地理
圣欧班德博讷瓦勒（48°56'27"N, 0°22'46"E）面积11.67 平方千米，位于法国诺曼底大区奧恩省，该省份为法国西北部内陆省份，北起顺时针与卡爾瓦多斯省、厄尔省、厄尔-卢瓦省、萨尔特省、马耶讷省和芒什省接壤。
与圣欧班德博讷瓦勒接壤的市镇（或旧市镇、城区）包括：拉福勒蒂耶尔-阿布农、阿韦讷圣古尔贡、圣日耳曼多奈、利瓦罗派多日。

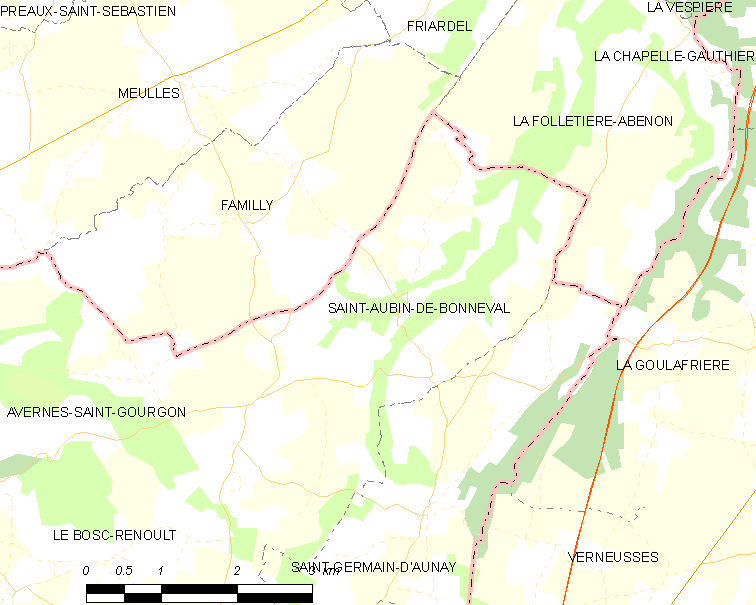
圣欧班德博讷瓦勒的OSM定位图

圣欧班德博讷瓦勒的时区为UTC+01:00、UTC+02:00（夏令时）。

## 行政
圣欧班德博讷瓦勒的邮政编码为61470，INSEE市镇编码为61366。

## 政治
圣欧班德博讷瓦勒所属的省级选区为维穆捷县。

## 人口

1962-2008年间圣欧班德博讷瓦勒人口变化图示

圣欧班德博讷瓦勒于2022年1月1日时的人口数量为131人。